# Pseudoterschellingia ibarrae
Pseudoterschellingia ibarrae is een rondwormensoort uit de familie van de Linhomoeidae. De wetenschappelijke naam van de soort is voor het eerst geldig gepubliceerd in 2009 door Armenteros, Vincx & Decraemer.